# 普恩奇
普恩奇（Punch），是印度查谟-克什米尔邦Punch县的一个城镇。总人口23442（2001年）。

## 人口
该地2001年总人口23442人，其中男性13188人，女性10254人；0—6岁人口2630人，其中男1410人，女1220人；识字率78.87%，其中男性为84.08%，女性为72.17%。